# 보즈 오브 캐나다
보즈 오브 캐나다(Boards of Canada)는 스코틀랜드의 일렉트로닉 음악 듀오로서, 마이크 샌디슨(1970년 6월 1일생)과 마커스 오웬 샌디슨 (1971년 7월 21일생)형제로 구성되어 있다. 그들은 일렉트로닉 음악만을 취급하는 영국의 거대 레코드사인 워프 레코드의 소속이며 아주 적은 광고와 인터뷰만으로 정규 앨범을 발매해왔다.

## 음악 스타일
보즈 오브 캐나다의 음악은 듣는 이로 하여금 행복한 회상을 하게 한다, 가상악기가 아닌 실제 악기들로 녹음된 70년대의 아날로그 음들은 어린 시절의 기억들, 향수와 자연을 품고 있는 듯 하다. 마이크와 마커스는 캐나다 국립 영화 위원회(National Film Board of Canada)의 다큐멘터리를 언급한 적이 있는데, 그들의 그룹 이름이 유래된 것이기도 하며 영감의 원천이라고 한다.

## 역사

### 초창기 (1986-1995)
친형제인 마이크 샌디슨과 마커스 오웬은 상당히 음악적인 가정에서 자라났다. 그들은 어린 시절부터 악기들을 가지고 놀기 시작했으며, 그들은 10살즈음에 녹음된 소리들을 그들의 곡조에 맞추어 자르고 붙이기 위해 테이프 덱을 가지고 놀기 시작한 것을 시초로 음악 녹음에 대한 기술을 경험했다. 형제는 십대에 여러 아마추어 밴드에 가입하기도 했는데, 바로 1986년에 마커스가 그의 형인 마이크에 의해 영입된 밴드인 보즈 오브 캐나다가 결성되었다. 1989년에 밴드의 멤버로는 오직 두 형제만 남았다. 90년대 초부터 그들은 많은 음악들을 내놓는다.
2000년대 초에 공식 사이트인 Music70.com에서 그들의 초기 디스코그래피가 삭제되었다. 그러나 대부분의 정보들은 팬들에 의해 보존되었다. 초기의 음악들은 이미 지금은 구할 수도 없는 악기들로 만들어졌다. 그리고 보즈 오브 캐나다의 공식 매체는 이러한 작품들의 존재를 부인하며 이런 초창기 작품들이 대중에 모습을 드러내기는 어려워 보인다.

### Twoism부터 현재까지
1995년 그들은 아티스트의 모임인 핵사곤 선의 프로젝트의 일환으로 그들의 첫 번째 싱글 앨범인 Twoism을 발매한다. 이 앨범은 초창기의 그것처럼 그들 자신이 자금을 대어 만들고 소량만을 찍어내어 배포했으며 그 대상은 주로 친구들이나 레이블이 되었다. 그러나 초창기와 다르게, 적은 양의 앨범은 그들의 IDM메일링 리스트를 통해 판매되었다. 대량으로 유통한 상업적 앨범이 아님에도 이 앨범의 충분한 완성도로 인해 2002년에 재발매되기에 이른다.
1996년에는 Boc Maxima가 반-사적인 배포 형태를 띠며 발매된다. 최초로 60분에 이르는 앨범 러닝타임이 특징이며 이후에 발매되는 Music Has the Right to Children과 많은 트랙을 공유하며 그것의 전조가 되었다.
보즈 오브 캐나다는 그들의 데모를 레코드 사들에 보내기 시작했다. 그러던 도중 유명 IDM 듀오인 오테커에 속한 신 부스의 관심을 끌게 되었다. 많은 이들이 그 당시 오테커가 속해 있던 Skam 레코드에 그들의 데모를 보내왔지만, 보즈 오브 캐나다의 데모인 Hi Scores가 단연 돋보였다, 이 싱글 앨범은 1996년에 발매되었으며 1998년,2002년, 2005년에 재발매된다. 그리고 보즈 오브 캐나다의 첫 번째 상업적 앨범인 Music has the Right to Children이 1998년 Skam 레코드에서 발매된다. 그 해 BBC 라디오 1에서 그들의 음악이 흘러 나왔다.
그들은 자주 투어 활동을 하는 밴드가 아님에도 수완 좋은 공연 실력을 가졌다. 그들 초기의 공연은 그들이 속한 워프 레코드사의 동료들인 Seefeel과 오테커와 함께 주로 영국에서 치러졌다. 이외에도 여러 가지 페스티벌에도 참가했는데, 그 중에는 1999년에 개최된 워프 레코드의 10주년 행사도 있었다. 그들은 2001년에 영국 서머셋에서 그룹 더 톨터즈가 주관한 공연의 헤드라이너에 포함되어 있었는데, 그 자리를 마지막으로 현재까지 라이브 공연을 맡지 않았다.
2000년 11월에 4트랙으로 구성된 LP 형식의 싱글 앨범이 발매된다, In a Beautiful Place Out in the Country라는 제목의 이 앨범은 이 년만에 발매된 앨범으로 팬들의 갈증을 해소해 주기에는 부족했다. 2002년에 Geogadddi가 발매된다. 여느 앰비언트 장르의 앨범들처럼 선곡 형식으로 제작되었는데 먼저 600개의 곡 조각들을 선별하고 조합해 64곡을 완성시킨 다음 22곡을 (정적 뿐인 마지막 곡을 포함한다면 23곡) 선곡했다고 한다. 이 앨범은 [타임지]에서 선정한 2000년대 베스트 팝 앨범 100위에서 86위에 오르기도 하였다. 샌디슨은 이 앨범에 대해 "듣는 이를 어둠 속으로 몰아 내려가 양지로 다시 돌아오기도 전에 가장 깊은 심연까지 끌고갈 여정, 밀실 공포증, 그리고 실험에 대한 음반" 이라고 서술했다.

## 그들의 소리
보즈 오브 캐나다의 소리와 질감들은 그들의 아날로그 악기에 의한 산물이다. 전자 악기와 실제 악기를 같이 믹스하고 그들은 악기에서 갓 나온 순수한 소리들을 지양하므로 인위적으로 로파이 필터를 통과시켜 왜곡된 소리를 샘플링한다.
그들의 음악은 따뜻하고 듣는 이의 향수를 불러내도록 감정에 호소하는 소리들로 가득 차 있다. 그런 소리들은 70년대의 텔레비전 쇼나 그들의 청소년기에 접할 수 있었던 다른 미디어들을 샘플링해서 만들어지므로 독특한 속성을 지닐 수 있다. 또한 캐나다 내 12번의 수상실적에 빛나는 캐나다 국립 영화 위원회의 영상으로부터 영감을 얻는다, 자연주의적 영상을 제작해내는 곳으로서 캐나다 정부 소속 기관이다.

## 디스코그래피

### 정규 앨범
- 1995: "Twoism" - (Music70)
- 1996: "Hi Scores" - (Skam)
- 1998: "Aquarius" - (Skam)
- 1998: Music Has the Right to Children – (Warp/Skam) #193 UK
- 1999: Peel Session TX 21/07/1998 (Warp)
- 2000: In a Beautiful Place Out in the Country – (Warp/Music70)
- 2002: Geogaddi – (Warp/Music70) #21 UK
- 2005: The Campfire Headphase – (Warp) #41 UK
- 2006: Trans Canada Highway (Warp)

## 영향
그들의 음악은 많은 이들에게 영감을 준다. 또한 그들의 음악은 여러 영상 매체에서 찾아볼 수 있는데, Geogaddi의 트랙인 "1969"는 영국 공영 방송(BBC)의 탑 기어에서 사용되었고 다른 방송 프로그램에서는 Music Has the Right to Children이 사용되었다.
The Campfire headphase의 트랙인 "Dayvan Cowboy"는 CSI:마이애미와 Kyle XY에 사용되었다.
"Amo Bishop Roden"은 영국 E4의 스킨스 시즌3와 시즌5에 사용되었다.
그 외 다수의 영국 방송에 그들의 음악이 사용되었다.